# Kai (Vorname)
Kai (auch Kaj, Kay, Cai, Caj oder Cay) ist ein zumeist männlicher, seltener auch ein weiblicher Vorname.

## Herkunft und Bedeutung
Für den Namen Kai existieren verschiedene Herleitungen.
- mögliche friesische männliche Koseform von Gerhard, Nicolaas, Cornelis oder Gaius[1][2]
- estnische weibliche Koseform von Kaia,[3] bzw. Katharina[4]
- hawaiianischer geschlechtsneutraler Name mit der Bedeutung „Meer“[5]
- chinesischer männlicher Vorname von 凯 kǎi „Triumph, Sieg, Triumphmusik“ oder von einem ähnlich klingenden Zeichen[6]
- friesische männliche Kurzform von Kaimbe bzw. kempe  „Krieger, Kämpfer“[2]
- männliche Kurzform von Kajetan[2]
- männliche Kurzform von Kaganher:[2] althochdeutsch gagan „gegen“ und her „Armee“[7]
- weibliche Variante von Kaj,[8] bzw. Kajsa[9]
- weibliche Kurzform zu Kylie[10]

## Verbreitung
Der Name Kai verbreitete sich wohl zunächst von Deutschland und Skandinavien aus.
Er ist in Deutschland überwiegend als männlicher Vorname gebräuchlich. Der Name war von Beginn der 1960er bis Mitte der 1970er Jahre relativ beliebt, gehörte jedoch nie zu den Spitzenreitern unter den Namen für Knaben.
Der Gebrauch als männlicher Vorname ist im norddeutschen Raum wesentlich häufiger als südlich der Main-Linie.
Spätestens seit den 2020er Jahren gewinnt der Name auch in verschiedenen westlichen Ländern außerhalb Nordeuropas an Popularität.
Teilweise werden auch die Vornamen Cajo, Cayo und Kajo als Varianten angesehen.

## Namenstag
Der Namenstag von Kai wird am 22. April, dem Gedenktag des heiligen Kajus, gefeiert.

## Gerichtsbeschluss
Am 29. April 2004 entschied das Oberlandesgericht Hamm (Az. 15 W 102/03), dass Eltern ihrem Sohn den Vornamen „Kai“ als alleinigen Vornamen geben können. Bis zu diesem Beschluss war es in Deutschland in manchen Regionen nötig, bei der Namensgebung „Kai“ einen zweiten, das Geschlecht eindeutig bestimmenden Vornamen hinzuzufügen (z. B. Kai Alexander, Kai-Uwe). Als Begründung wurde in dem Beschluss angeführt, dass der Name „Kai“ in Deutschland überwiegend als Vorname für Jungen benutzt werde, während er als weiblicher Vorname dort eher selten sei.

## Namensträger

### A
- Kai Abraham (* 1967), deutsch-österreichischer Badmintonspieler
- Kai Achilles (* 1975), deutscher Fußballspieler
- Kai Adomeit (* 1968), deutscher Pianist
- Kai Agthe (* 1970), deutscher Schriftsteller
- Cai von Ahlefeldt (1591–1670), deutscher Diplomat und General
- Kai Albrecht (* 1980), deutscher Schauspieler
- Kai Althoff (* 1966), deutscher Künstler
- Kai Ambos (* 1965), deutscher Hochschullehrer, Autor und Herausgeber
- Kay Andrews (* 1943), britische Politikerin

### B
- Kai Bahlmann (1927–2009), deutscher Jurist und Richter am Europäischen Gerichtshof
- Kay Waldo Barnes (* 1938), US-amerikanische Politikerin
- Kay Bernstein (1980–2024), deutscher Fußballfunktionär
- Kai Biermann (* 1972), deutscher Autor und Redakteur
- Kay Bluhm (* 1968), deutscher Kanute
- Kai Böcking (* 1964), deutscher Moderator
- Kai Boeckmann (* 1964), deutscher Diplomat
- Kay Böger (* 1971), deutscher Schauspieler
- Kay Bojesen (1886–1958), dänischer Designer
- Kay Boyle (1902–1992), US-amerikanische Schriftstellerin und Journalistin
- Kai Bracht (* 1978), ehemaliger deutscher Skispringer
- Kai Brodersen (* 1958), deutscher Althistoriker
- Kai Buchmann (Politiker) (* 1976), deutscher Politiker
- Kai Buchmann (Basketballtrainer) (* 1980), deutscher Basketballtrainer
- Kay Stammers (1914–2005), britische Tennisspielerin
- Kai Bülow (* 1986), deutscher Fußballspieler
- Kai Bussmann (* 1955), deutscher Rechtswissenschaftler und Kriminologe

### C
- Kai Chosrau I. († 1211), seldschukischer Herrscher des Sultanats Ikonion
- Kai Chosrau II. († 1246), seldschukischer Herrscher des Sultanats von Rum
- Kai Chosrau III. († 1282), seldschukischer Sultan von Rum

### D
- Kay Davis (eigentlicher Name: Kathryn Elizabeth Davis) (1920–2012), US-amerikanische Sängerin
- Kai Degenhardt (* 1964), deutscher Musiker
- Kay Denar, in Deutschland wirkender Musiker
- Kai Diekmann (* 1964), deutscher Journalist
- Kai Diener, in Deutschland wirkender Musiker
- Kay Diesner (* 1972), deutscher Neonazi und Terrorist
- Kai Dittmann (* 1966), deutscher Sportreporter
- Kai Donner (Sprachwissenschaftler) (1888–1935), finnischer Linguist
- Kai Otto Donner (1922–1995), finnischer Zoologe
- Cay Dose (~1700–1768), holsteinischer Architekt und Baumeister

### E
- Kai Ebel (* 1964), deutscher Sportjournalist
- Kai Eckhardt (* 1961), deutscher Jazz- und Fusionmusiker
- Kai Ehlers (1944–2025), deutscher Journalist, Publizist, Schriftsteller, Forscher und Organisator
- Kay Espenhayn (1968–2002), deutsche Schwimmerin im Behindertensport
- Kai-Bastian Evers (* 1990), deutscher Fußballspieler

### F
- Kai Feldmann (* 1993), deutscher Handballspieler
- Kai Fischer (besser bekannt unter: Kay Fischer) (* 1934), deutsche Filmschauspielerin und Autorin
- Kay Francis (1905–1968), US-amerikanische Schauspielerin
- Kay Friedmann (* 1963), ehemaliger deutscher Fußballspieler

### G
- Kai Gehring (Politiker) (* 1977), deutscher Politiker
- Kay Germann (* 1966), deutscher Handballspieler und -trainer
- Kai Gersch (* 1971), deutscher Politiker
- Kai Gniffke (* 1960), (stellvertretender) Chefredakteur von ARD-aktuell
- Kai Greene (* 1975), US-amerikanischer Bodybuilder
- Kai Gronauer (* 1986), deutscher Baseballspieler
- Kay Rala Xanana Gusmão (gebürtiger Name: José Alexandre Gusmão) (* 1946), Politiker aus Osttimor
- Kay-Uwe Götz (* 1959), deutscher Agrarwissenschaftler

### H
- Kai Haferkamp (* 1967), deutscher Rechtsanwalt und Spieleautor für Kinderspiele
- Kai Hafez (* 1964), deutscher Hochschullehrer für Kommunikationswissenschaft
- Kay Hagan (1953–2019), US-amerikanische Politikerin
- Kai Hahto (* 1973), finnischer Schlagzeuger
- Kay Hailbronner (* 1943), deutscher Rechtswissenschaftler und Hochschullehrer
- Kai Handel (* 1966), deutscher Wissenschaftsmanager
- Kay Hanley (* 1968), US-amerikanische Rockmusikerin
- Kai Hansen (* 1963), deutscher Musiker und Mitbegründer der Bands Helloween, Gamma Ray und Iron Savior
- Kai Harada (* 1999), japanischer Sportkletterer
- Kai-Uwe von Hassel (1913–1997), deutscher Politiker
- Kai Havertz (* 1999), deutscher Fußballspieler
- Kai Hensel (* 1965), deutscher Autor
- Kai Herdling (* 1984), deutscher Fußballspieler
- Kai Erik Herlovsen (* 1959), norwegischer Fußballspieler
- Kai Hermann (* 1938), deutscher Journalist, Publizist und Autor
- Kai Hesse (* 1985), deutscher Fußballspieler
- Kay Hoff (1924–2018), deutscher Schriftsteller
- Kai Hospelt (* 1985), deutscher Eishockeyspieler
- Kai Hundertmarck (* 1969), deutscher Triathlet und ehemaliger Radrennfahrer
- Kay Bailey Hutchison (eigentlicher Name: Kathryn Ann Bailey Hutchison) (* 1943), US-amerikanische Politikerin

### J
- Kay Redfield Jamison (* 1946), US-amerikanische Psychologin, Psychiatrieprofessorin und Autorin
- Kay Johannsen (* 1961), deutscher Organist, Cembalist, Dirigent und Chorleiter
- Kai U. Jürgens (* 1966), deutscher Literaturwissenschaftler, Essayist, Rezensent, Herausgeber, Lektor und Zeichner

### K
- Kai Kahele (* 1974), US-amerikanischer Politiker
- Kai Karsten (Moderator) (* 1968), deutscher Hörfunkmoderator
- Kai Kaus I. († 1220), seldschukischer Sultan von Rum
- Kai Kaus II. († 1279), Herrscher des Sultanats der Rum-Seldschuken
- Kay Kendall (gebürtiger Name: Justine Kay Kendall McCarthy) (1926–1959), britische Schauspielerin
- Kai Kobad I. († 1237), Herrscher des Sultanats der Rum-Seldschuken
- Kai Kobad II. (1238/1239–1257), seldschukischer Herrscher von Rum
- Kai Kobad III. († 1303), seldschukischer Sultan von Rum
- Kai Koitka (* 1981), deutscher Fußballspieler
- Kai A. Konrad (* 1961), deutscher Wirtschaftswissenschaftler
- Kai Jan Krainer (* 1968), österreichischer Politiker
- Kai Krause (* 1957), deutscher Musiker und Softwareentwickler
- Kay Kysela (* 1989), Schweizer Schauspieler
- Kay Kyser (eigentlicher Name: James Kern „Kay“ Kyser) (1905–1985), US-amerikanischer Big-Band-Leader und Entertainer des Swing

### L
- Kai Lentrodt (* 1969), deutscher Schauspieler
- Kay Lenz (* 1953), US-amerikanische Schauspielerin
- Cay Diedrich Lienau (1867–1953), deutscher Jurist und Polizeisenator
- Kai Limburg (* 1962), deutscher Basketballspieler
- Kay Löffler (* 1958), deutscher Autor
- Kay Lorentz (1920–1993), Gründer des Düsseldorfer Kabaretts Kom(m)ödchen
- Kai Luehrs-Kaiser (* 1961), deutscher Germanist, freier Autor, Musikkritiker und Publizist
- Kai Lundberg (Pseudonym für Margot Potthoff, * 1934), deutsche Schriftstellerin

### M
- Kai Maertens (* 1958), deutscher Schauspieler
- Kai Matthiesen (* 1962), deutscher Musikproduzent
- Kay Medford (1914–1980), US-amerikanische Schauspielerin
- Kai Metzger (* 1960), deutscher Schriftsteller
- Kai Meyer (* 1969), deutscher Schriftsteller, Journalist und Drehbuchautor
- Kai Michael Müller (* 1991), deutscher Schauspieler
- Kai Michalke (* 1976), deutscher Fußballspieler
- Kai Michel (* 1967), deutscher Historiker, Literaturwissenschaftler und Autor
- Kai Möller (1903–1983), deutscher Schauspieler und Hörspielautor
- Kai Molter (1903–1977), dänischer Maler

### N
- Kai Nagel (* 1965), deutscher theoretischer Physiker und Hochschullehrer auf dem Gebiet der Verkehrssystemplanung und Verkehrstelematik
- Kaj Narup (1926–1997), dänischer Kaufmann und Politiker
- Kay Nehm (* 1941), deutscher Jurist, Generalbundesanwalt
- Kai Niemann (* 1978), deutscher Musiker
- Kai Niggemann (* 1972), deutscher Komponist, Produzent und Sounddesigner
- Kai Noll (* 1964), deutscher Schauspieler
- Kai Joachim Nürnberger (* 1966), ehemaliger deutscher Basketballnationalspieler

### O
- Kai Ohrem (* 1978), deutscher Theaterregisseur
- Kay A. Orr (* 1939), US-amerikanische Politikerin
- Kai Oswald (* 1977), deutscher Fußballspieler

### P
- Stephanie Kay Panabaker (* 1990), US-amerikanische Schauspielerin
- Kay Parker (1944–2022), britische Schauspielerin und Pornodarstellerin
- Kai Pflaume (* 1967), deutscher Moderator
- Kay Pollak (* 1938), schwedischer Regisseur
- Kay Primel (eigentlich Katja Primel; * 1972), deutsche Hörspiel- und Synchronsprecherin
- Kai Johannes Polzhofer (* 1989), österreichisch-deutscher Komponist und Dirigent

### Q
- Kai Qin (* 1986), chinesischer Kunstspringer

### R
- Cay Rademacher (* 1965), deutscher Journalist und Schriftsteller
- Kai Rautenberg (1939–2013), deutscher Pianist und Komponist
- Kay Ray (* 1965), deutscher Kabarettist und Travestiekünstler
- Kai Reus (* 1985), niederländischer Radrennfahrer
- Kai Richter (* 1969), deutscher Bildhauer
- Kay-Sölve Richter (* 1974), deutsche Nachrichtenmoderatorin
- Kai-Uwe Ricke (* 1961), deutscher Manager, Vorstandsvorsitzender der Deutschen Telekom AG
- Kai Rosenkranz (* 1980), deutscher Spieleentwickler und Komponist
- Kai Ruffing (* 1967), deutscher Althistoriker
- Kay Ryan (* 1945), US-amerikanische Dichterin

### S
- Kay Sabban (1952–1992), deutscher Schauspieler
- Kai Scheve (* 1966), deutscher Schauspieler und Sänger
- Kai Walter Schoppitsch (* 1980), österreichischer Fußballspieler
- Kai Frederic Schrickel (* 1966), deutscher Schauspieler
- Kai Schumann (* 1976), deutscher Schauspieler
- Kai Seefried (* 1978), deutscher Politiker
- Kai Sichtermann (* 1951), deutscher Bassist und Gründungsmitglied der Rockband „Ton Steine Scherben“
- Kai Manne Börje Siegbahn (1918–2007), schwedischer Physiker und Nobelpreisträger
- Kai Simons (* 1938), finnischer Mediziner und Biochemiker
- Kay Slay, gebürtiger Name: Keith Grayson (1966–2022), US-amerikanischer DJ und Radiomoderator
- Kay Sokolowsky (* 1963), deutscher freier Journalist und Schriftsteller
- Kay Staack (1922–2007), deutscher Arzt und Medizinfunktionär
- Kay Starr, eigentlicher Name: Katherine Laverne Starks (1922–2016), US-amerikanische Jazz- und Pop-Sängerin
- Kay Stiefermann (* 1972), deutscher Opern- und Konzertsänger
- Kai Magnus Sting (* 1978), deutscher Kabarettist, Schriftsteller, Rundfunkmoderator und Schauspieler
- Kay Stisi (* 1971), deutscher Fußballspieler und -trainer
- Kai Sudeck (1928–1995), deutscher Maler und Grafiker
- Kay Swift, eigentlicher Name: Katherine Swift (1897–1993), US-amerikanische Komponistin

### T
- Kai Taschner (* 1957), deutscher Schauspieler und Synchronsprecher
- Kai Tietje, deutscher Dirigent und Arrangeur
- Kai Tobias (1961–2022), deutscher Ökologe und Umweltplaner
- Kai Tracid (bürgerlicher Name: Kai Franz) (* 1972), deutscher DJ, Labelbetreiber, Musiker und Produzent in der Musikrichtung „Acid Trance“
- Kai Trampedach (* 1962), deutscher Althistoriker
- Kai Tsun Lam (* 1984), chinesischer Radrennfahrer

### V
- Kai Vogeley (* 1963), deutscher Arzt und Hochschullehrer
- Kay Voigtmann (* 1968), deutscher Illustrator
- Kai Voet van Vormizeele (* 1962), Mitglied der Hamburgischen Bürgerschaft
- Kay Voser (* 1987), Schweizer Fußballspieler
- Cay Dietrich Voss (1910–1970), deutscher Fernsehmoderator

### W
- Kay Walsh (1911–2005), britische Tänzerin und Schauspielerin
- Kai Wargalla (* 1984), deutsche Politikerin
- Kai Warner (bürgerlicher Name: Werner Last) (1926–1982), deutscher Orchesterleiter, Produzent, Arrangeur und Komponist
- Kai Peter Wegner (* 1972), deutscher Politiker
- Kai Wehmeier (* 1968), deutsch-amerikanischer Logiker und Philosoph
- Kay Wehner (* 1971), deutscher Fußballspieler
- Kay Weniger (* 1956), österreichischer Kunsthistoriker und Filmwissenschaftler
- Kay Wenschlag (* 1970), deutscher Fußballspieler
- Kai Wessel (* 1961), deutscher Film- und Fernsehregisseur
- Kai Wessel (* 1964), deutscher Countertenor, Komponist und Musikpädagoge
- Kai Weyand (* 1968), deutscher Schriftsteller
- Kai Wiedenhöfer (1966–2024), deutscher Fotojournalist und Buchautor
- Kai Wiesinger (* 1966), deutscher Schauspieler
- Kai Winding (1922–1983), US-amerikanischer Jazzposaunist dänischer Herkunft
- Kai Wingenfelder (* 1959), deutscher Sänger und Songschreiber der Rockband „Fury in the Slaughterhouse“
- Kai Wolters (* 1971), deutscher Schauspieler, Regisseur und Disponent des Rheinischen Landestheaters in Neuss
- Kay Frances Worthington (* 1959), kanadische Ruderin

### Z
- Kai Zou (* 1988), chinesischer Turner

## Fiktive Namensträger
- Kai, Protagonist in der Animationsserie Ninjago
- Kai Graf Mölln, Freund von Hanno Buddenbrook im gleichnamigen Roman Buddenbrooks von Thomas Mann